# Немшкий Ровт
Немшкий Ровт (словен. Nemški Rovt) — поселення в общині Бохінь, Горенський регіон, Словенія. Висота над рівнем моря: 669,2 м.